# Pillsbury Company
La Pillsbury Company era una società statunitense con sede a Minneapolis, nel Minnesota. Era uno dei maggiori produttori mondiali di cereali e altri prodotti alimentari fino a quando non venne acquistata dalla General Mills nel 2001. A causa di una legge antitrust, che ha costretto la General Mills a svendere alcuni dei suoi prodotti, tale società ha mantenuto i diritti sui prodotti con marchio Pillsbury refrigerati e surgelati, mentre quelli di cottura a secco e la glassatura sono oggi venduti con licenza dalla J.M. Smucker di Orrville (Ohio).
Durante la sua attività, l'azienda acquisì diverse compagnie fra cui Burger King, Steak and Ale, Bennigan's, Godfather's Pizza, Häagen-Dazs e Quik Wok, oltre a popolari marchi di generi alimentari come Green Giant.
Le due mascotte più note dell'azienda, ovvero Pillsbury's Doughboy e Jolly Green Giant, furono ideate dalla società pubblicitaria Leo Burnett Worldwide.

## Storia

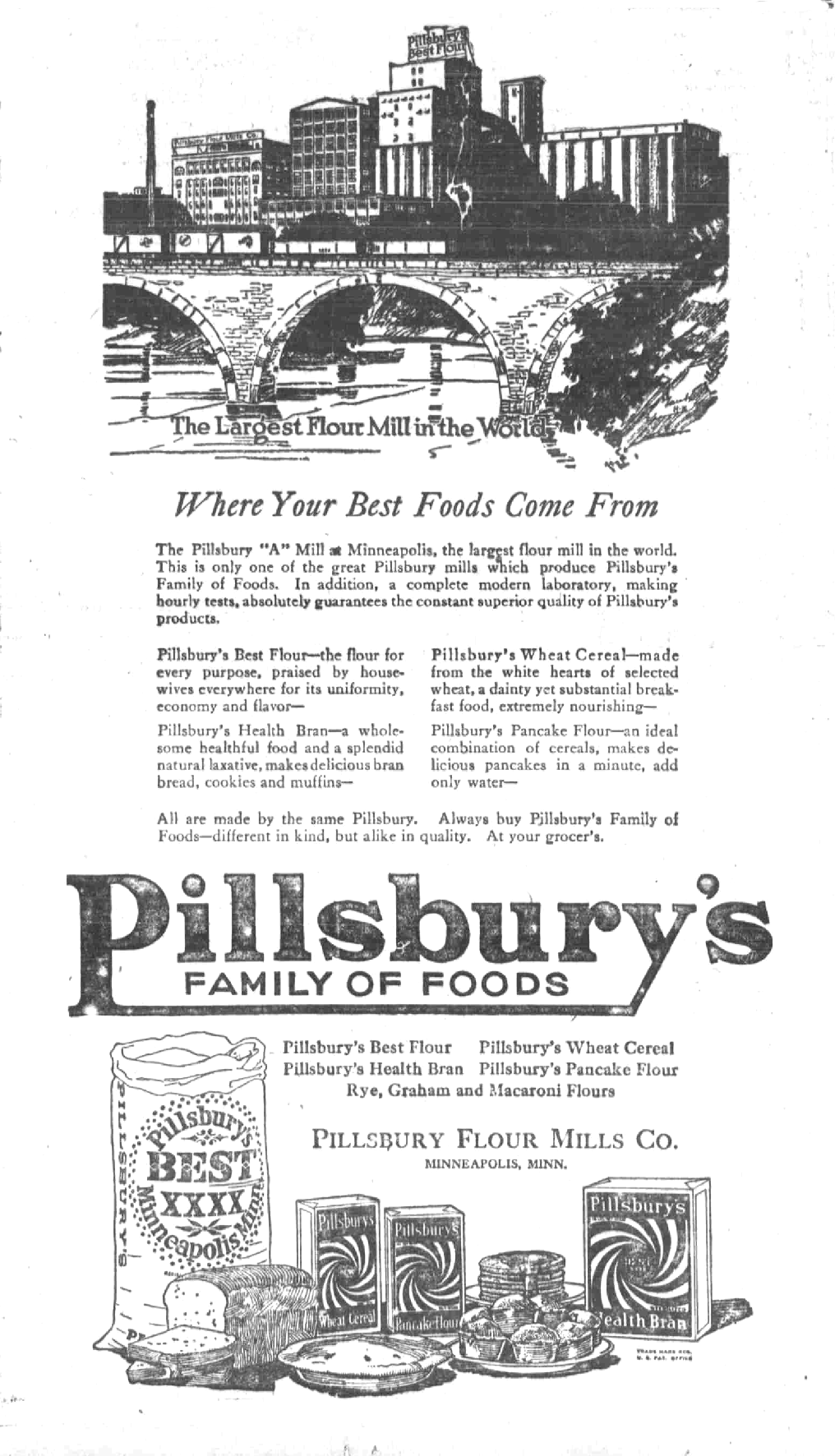
Pubblicità della Pillsbury Company del 1920

### Le origini
L'azienda era inizialmente nominata C.A. Pillsbury and Company e fu fondata nel 1872 da Charles Alfred Pillsbury e suo zio John Sargent Pillsbury. La società era seconda solo a Washburn-Crosby nell'uso dei rulli in acciaio per la lavorazione del grano negli Stati Uniti. Dal momento che il prodotto finito richiedeva il trasporto in varie aree geografiche, i Pillsbury contribuirono a finanziare lo sviluppo delle ferrovie nel Minnesota.
Nel 1889, la Pillsbury e i suoi cinque mulini sulle rive del fiume Mississippi furono acquistati da una compagnia britannica. L'azienda cercò anche di acquistare e fondersi con la Washburn Crosby Company (un precursore della General Mills), ma i dirigenti della Washburn ne impedirono l'acquisizione.
Nel 1923, la famiglia Pillsbury riacquistò la Pillsbury-Washburn Flour Mills Company, Limited che venne successivamente incorporata nel 1935 con il nome Pillsbury Flour Mills Company.

### Anni cinquanta
Nel 1949, la compagnia inaugurò la nota gara di cucina che diventerà nota come Pillsbury Bake-Off, trasmessa in televisione dalla CBS per molti anni.
Solo sette prodotti utilizzavano il nome Pillsbury nel 1950, ma durante gli anni cinquanta la compagnia ampliò la sua gamma di articoli. Durante i primi anni del decennio, la Pillsbury acquisì la Ballard & Ballard e iniziò a vendere la sua pasta biscotto, che sarebbe diventata una delle linee di prodotto più importanti e redditizie della società durante gli ultimi decenni della sua attività. La compagnia iniziò anche a promuoversi intensivamente con la pubblicità televisiva e, nel 1957, commissionò alla Leo Burnett il famoso jingle commerciale televisivo con il testo che recita Nothin' says lovin/Like somethin' from the oven/And Pillsbury says it best, che venne adottato dall'azienda durante i successivi venti anni.

### Anni sessanta

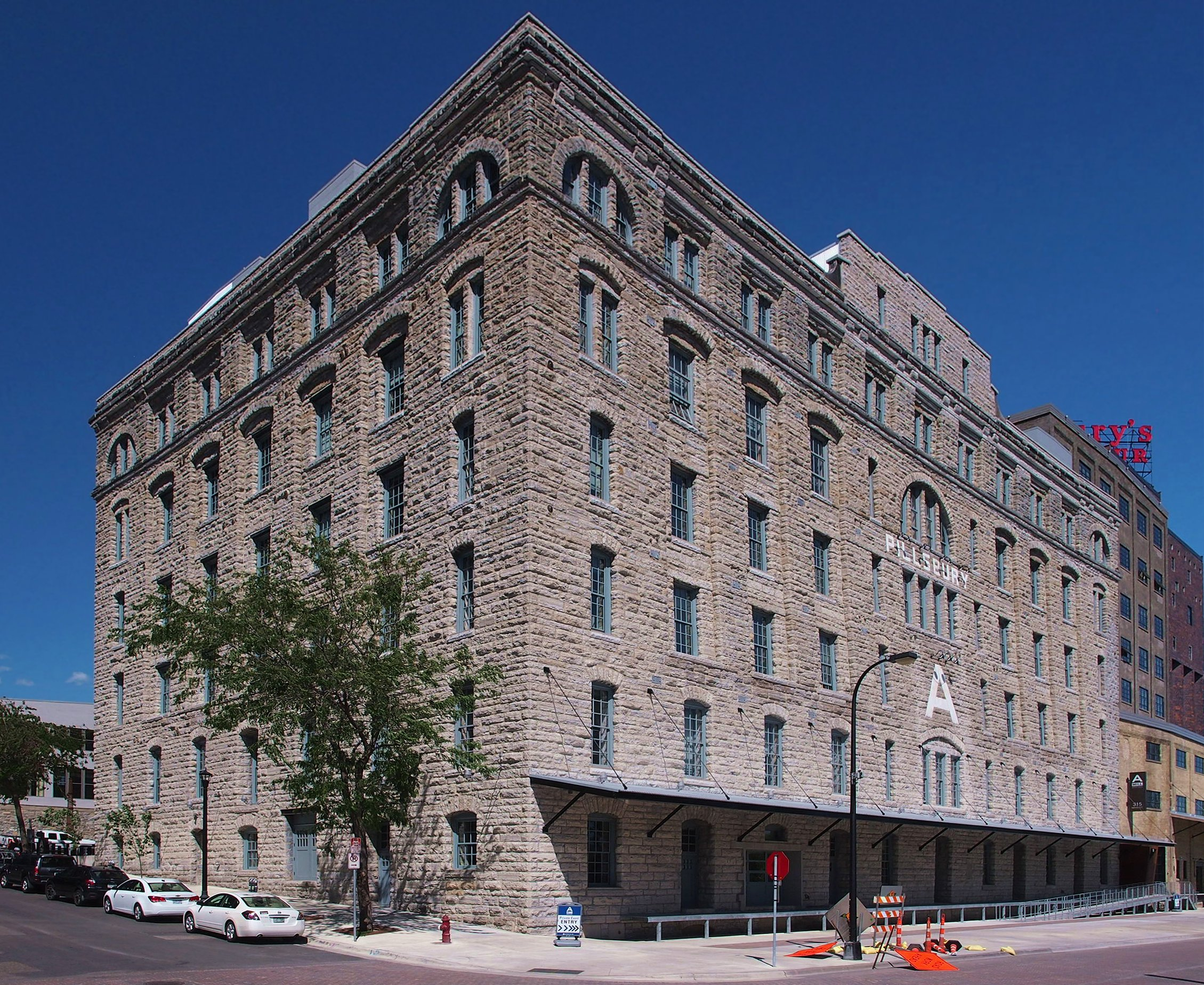
Pillsbury A-Mill, uno dei primi mulini della Pillsbury Company

Negli anni sessanta, la Pillsbury promosse anche il suo famoso dolcificante artificiale Sweet * 10, a base di ciclamato. Nel 1964, l'azienda introdusse il suo Funny Face Drink Mix, venduto in molte varianti diverse. I personaggi di Funny Face e il loro marchio furono creati nel 1963 da Hal Silverman, un direttore creativo di Campbell Mithun Advertising. Quando il ciclamato fu messo al bando nel 1968, sia Sweet * 10 e i drink Funny Face vennero esclusi dal mercato. Entrambi i prodotti furono reintrodotti dopo alcuni cambiamenti e le bevande rese nuovamente disponibili negli anni ottanta.
Sempre negli anni sessanta fu lanciata sul mercato la polvere per il latte Moo Juice, da usare per preparare dei milkshake. Anche essa venne creata da Hal Silverman e il suo spot televisivo mostrava l'animazione di un personaggio doppiato da Frank Fontaine. Tra gli altri cibi per bambini che Silverman ideò in quegli anni per la Pillsbury vi sono i Nugget Town, granelli di cioccolato i cui pacchetti riproducevano un edificio in stile far west, e il Gorilla Milk, un additivo proteico che trasforma il latte in una colazione istantanea. Tuttavia, quest'ultimo prodotto rivolto agli adolescenti non ebbe il successo sperato in quanto messo in ombra dalla Istant Breakfast venduta dalla Carnation.
In quel decennio, la Pillsbury mise nel mercato gli Space Food Sticks per capitalizzare la popolarità del programma spaziale. Essi vennero ideati da Robert Muller, l'inventore degli standard HACCP utilizzati dall'industria alimentare per garantire la sicurezza alimentare. Quando l'astronauta NASA Malcolm Carpenter si lanciò nello spazio della capsula Mercury Aurora 7 nel 1962 portando con sé il primo cibo solido nello spazio: piccoli alimenti a cubetti sviluppati dal dipartimento di ricerca e sviluppo della Pillsbury. Creati con un team di scienziati della Pillsbury che impiegarono oltre un anno a inventare il prodotto, i cubetti di cibo spaziale furono seguiti da altri alimenti che riescono a resistere nello spazio aperto, fra cui una torta non friabile che può essere servita a fette e della carne che non necessitava di refrigerazione.

### Anni ottanta - anni duemila

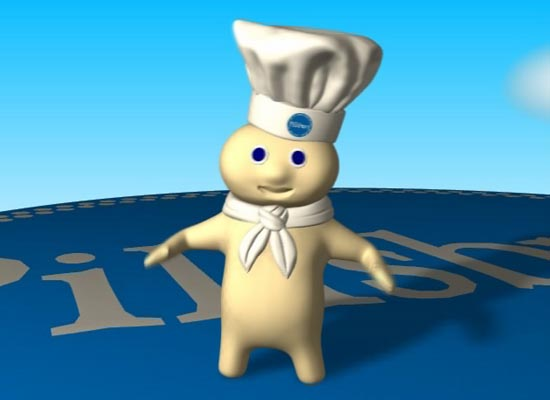
Pillsbury Doughboy, la più nota mascotte della Pillsbury

La Pillsbury Company acquistò la Häagen-Dazs nel 1983. Nel 1999, Pillsbury e Nestlé unirono le loro attività di gelato negli Stati Uniti e in Canada in una joint venture chiamata Ice Cream Partners. La General Mills, a sua volta, acquistò Pillsbury nel 2001 e riuscì a interessarsi alla joint venture. Nello stesso anno, la Nestlé esercitò il diritto contrattuale di acquistare l'interesse della General Mills in Ice Cream Partners, che includeva il diritto a una licenza di 99 anni per il marchio Häagen-Dazs. Da allora, in base a tale licenza, la sussidiaria di Nestlé della Dreyer prosdusse e commercializzò  i prodotti Häagen-Dazs negli Stati Uniti e in Canada.
Nel 1989, la società britannica Grand Metropolitan (divenuta in seguito Diageo) acquistò il produttore di generi alimentari e durante questo periodo di proprietà la società si smobilitò di tutte le strutture di produzione e distribuzione (affidando queste funzioni ad altre società), rendendosi semplicemente un'entità di marketing per i propri marchi (Pillsbury, Green Giant, Old El Paso, Totino's, ecc.)
Nel 2001, la Diageo vendette la Pillsbury alla General Mills. Tuttavia, la divisione dei prodotti da forno fu venduta alla International Multifoods Corporation, che verrà successivamente acquisita da Smucker's. Pillsbury vendette tutti i marchi dei suoi ristoranti ed ha interrotto ogni tipo di attività commerciale a partire dalla fine degli anni novanta.